# Reto Burgermeister
Reto Burgermeister (* 7. September 1975 in Pfäffikon ZH) ist ein ehemaliger Schweizer Skilangläufer.

## Werdegang
Burgermeister, der für den Skiclub am Bachtel startete, lief im Dezember 1995 in Davos sein erstes Weltcupeinzelrennen, welches er auf dem 81. Platz über 30 km klassisch beendete. Bei den Olympischen Winterspielen 1998 in Nagano belegte er den 49. Platz über 50 km Freistil und den sechsten Rang mit der Staffel. Im folgenden Jahr kam er bei den Nordischen Skiweltmeisterschaften 1999 in Ramsau am Dachstein auf den 47. Platz über 10 km klassisch und auf den 32. Rang in der anschliessenden Verfolgung. Im März 1999 holte er in Falun mit dem 28. Platz über 30 km klassisch seine ersten Weltcuppunkte. In der Saison 2000/01 erreichte er in Soldier Hollow über 15 km klassisch und in Borlänge über 10 km Freistil jeweils mit dem neunten Platz seine ersten Top-Zehn-Platzierungen im Weltcup. Seine besten Platzierungen bei den Nordischen Skiweltmeisterschaften 2001 in Lahti waren der 18. Platz über 15 km klassisch und der achte Rang mit der Staffel. Bei den Olympischen Winterspielen 2002 in Salt Lake City waren der zehnte Platz mit der Staffel und der neunte Rang über 15 km klassisch seine besten Resultate. Im Januar 2003 kam er in Oberhof mit dem zweiten Platz im 15-km-Massenstartrennen erstmals im Weltcup aufs Podium. Bei den Nordischen Skiweltmeisterschaften im Val di Fiemme belegte er den 21. Platz über 15 km klassisch, den zehnten Rang im 30-km-Massenstartrennen und den fünften Platz mit der Staffel. In der Saison 2003/04 erreichte er im Weltcup drei Top-Zehn-Platzierungen. Dabei errang er in Oberstdorf den zweiten Platz im Skiathlon und zum Saisonende den 31. Platz im Gesamtweltcup sowie den 22. Platz im Distanzweltcup. Dies waren seine besten Gesamtergebnisse im Weltcup. Bei den Nordischen Skiweltmeisterschaften 2005 in Oberstdorf lief er auf den 15. Platz mit der Staffel. Im folgenden Jahr gelangen ihm bei den Olympischen Winterspielen 2006 in Turin der 59. Platz im Skiathlon, der 15. Rang zusammen mit Christoph Eigenmann im Teamsprint und der siebte Platz mit der Staffel. In der Saison 2006/07 kam er bei der Tour de Ski 2006/07 auf den 24. Platz. Bei den Nordischen Skiweltmeisterschaften 2007 in Sapporo errang er den 40. Platz im 50-km-Massenstartrennen und den zehnten Platz mit der Staffel. Im Februar 2009 belegte er bei den Nordischen Skiweltmeisterschaften in Liberec den 50. Platz über 15 km klassisch. Sein letztes Weltcuprennen lief er im Januar 2010 in Otepää, welches er auf dem 38. Platz über 15 km klassisch beendete. Nach seiner Karriere war er von 2011 bis 2016 Trainer der russischen Skilangläufer.
Burgermeister wurde viermal Schweizer Meister in der Verfolgung (2000–2002, 2004), zweimal über 15 km (2006 und 2008) und jeweils einmal über 10 km (1998) und 30 km (2003).

## Erfolge

### Teilnahmen an Weltmeisterschaften und Olympischen Winterspielen

#### Olympische Winterspiele
- 1998 Nagano: 6. Platz Staffel, 49. Platz 50 km Freistil
- 2002 Salt Lake City: 9. Platz 15 km klassisch, 10. Platz Staffel, 37. Platz 50 km klassisch, 41. Platz 20 km Skiathlon
- 2006 Turin: 7. Platz Staffel, 15. Platz Teamsprint klassisch, 59. Platz 30 km Skiathlon

#### Nordische Skiweltmeisterschaften
- 1999 Ramsau: 32. Platz 25 km Verfolgung, 47. Platz 10 km klassisch
- 2001 Lahti: 8. Platz Staffel, 18. Platz 15 km klassisch, 26. Platz 20 km Skiathlon, 28. Platz 30 km klassisch
- 2003 Val di Fiemme: 5. Platz Staffel, 10. Platz 30 km klassisch Massenstart, 21. Platz 15 km klassisch
- 2005 Oberstdorf: 15. Platz Staffel
- 2007 Sapporo: 10. Platz Staffel, 40. Platz 50 km klassisch Massenstart
- 2009 Liberec: 50. Platz 15 km klassisch

### Medaillen bei nationalen Meisterschaften
- 1997: Bronze über 50 km klassisch
- 1998: Gold über 10 km klassisch, Silber über 50 km Freistil, Bronze in der Verfolgung, Bronze mit der Staffel
- 1999: Silber über 10 km klassisch
- 2000: Gold in der Doppelverfolgung
- 2001: Gold in der Doppelverfolgung, Silber mit der Staffel
- 2002: Gold in der Doppelverfolgung, Bronze mit der Staffel
- 2003: Gold über 30 km klassisch, Bronze mit der Staffel
- 2004: Gold in der Doppelverfolgung, Silber über 15 km Freistil
- 2006: Gold über 15 km klassisch, Bronze mit der Staffel
- 2007: Bronze mit der Staffel
- 2008: Gold über 15 km klassisch

### Weltcup-Gesamtplatzierungen
| Saison    | Gesamt | Gesamt | Distanz | Distanz     |
| Saison    | Punkte | Platz  | Punkte  | Platz       |
| --------- | ------ | ------ | ------- | ----------- |
| 1998/99   | 3      | 102.   | 3       | 68. 1       |
| 1999/2000 | 50     | 65.    | 13 37   | 53. 1 45. 2 |
| 2000/01   | 87     | 48.    | -       | -           |
| 2001/02   | 35     | 79.    | -       | -           |
| 2002/03   | 101    | 44.    | -       | -           |
| 2003/04   | 205    | 31.    | 205     | 22.         |
| 2004/05   | -      | -      | -       | -           |
| 2005/06   | 46     | 87.    | 46      | 60.         |
| 2006/07   | 42     | 83.    | 14      | 74.         |
| 2007/08   | 9      | 137.   | 9       | 78.         |
| 2008/09   | 1      | 180.   | 1       | 114.        |